# Trạm Tiền
Trạm Tiền (chữ Hán giản thể: 站前区, âm Hán Việt: Trạm Tiền khu) là một quận của địa cấp thị Dinh Khẩu, tỉnh Liêu Ninh, Cộng hòa Nhân dân Trung Hoa. Quận Trạm Tiền có diện tích 70 km², dân số năm 2002 là 260.000 người. Quận Trạm Tiền được chia thành 7 nhai đạo biện sự xứ: Dược Tiến, Kiến Thiết, Bát Điền Địa, Đông Phong, Tân Hưng, Kiến Phong, Tân Kiến.